# Coupe des clubs champions européens 1985-1986
Navigation
Édition précédente Édition suivante
La Coupe des clubs champions européens 1985-1986 a vu la victoire du Steaua Bucarest.
Il s'agit de la première et seule Coupe des clubs champions européens gagnée par un club roumain.
À la suite du drame du Heysel, tous les clubs anglais sont exclus des compétitions européennes durant 3 ans (la durée sera prolongée à 5 ans après de nouveaux incidents impliquant des supporters anglais lors du championnat d'Europe 1988 en Allemagne), impliquant qu'aucun club anglais ne soit en phase finale de cette édition de la coupe des clubs champions européens.
La compétition s'est terminée le 7 mai 1986 par la finale au Sánchez Pizjuán à Séville.

## Seizièmes de finale
| Équipe 1                 | Résultat     | Équipe 2           | Aller | Retour |
| ------------------------ | ------------ | ------------------ | ----- | ------ |
| Vejle BK                 | 2 - 5        | Steaua Bucarest    | 1 - 1 | 1 - 4  |
| Budapest Honvéd          | 5 - 1        | Shamrock Rovers FC | 2 - 0 | 3 - 1  |
| Zénith Saint-Pétersbourg | 4 - 0        | Vålerenga IF       | 2 - 0 | 2 - 0  |
| Kuusysi Lahti            | 4 - 2        | FK Sarajevo        | 2 - 1 | 2 - 1  |
| Górnik Zabrze            | 2 - 6        | Bayern Munich      | 1 - 2 | 1 - 4  |
| BFC Dynamo               | 1 - 4        | Austria Vienne     | 0 - 2 | 1 - 2  |
| Rabat Ajax FC            | 0 - 10       | Omonia Nicosie     | 0 - 5 | 0 - 5  |
| IFK Göteborg             | 5 - 3        | AFD Trakia Plovdiv | 3 - 2 | 2 - 1  |
| FC Girondins de Bordeaux | 2 - 3        | Fenerbahçe         | 2 - 3 | 0 - 0  |
| Linfield FC              | 3 - 4        | Servette FC        | 2 - 2 | 1 - 2  |
| ÍA Akranes               | 2 - 7        | Aberdeen FC        | 1 - 3 | 1 - 4  |
| AS La Jeunesse d'Esch    | 1 - 9        | Juventus           | 0 - 5 | 1 - 4  |
| Hellas Vérone            | 5 - 2        | PAOK Salonique     | 3 - 1 | 2 - 1  |
| FC Porto                 | 2 - 0        | Ajax Amsterdam     | 2 - 0 | 0 - 0  |
| Sparta Prague            | 2 - 2E       | FC Barcelone       | 1 - 2 | 1 - 0  |
| RSC Anderlecht           | Q. - forfait | Everton FC         | -     | -      |

## Huitièmes de finale
| Équipe 1                 | Résultat | Équipe 2        | Aller | Retour  |
| ------------------------ | -------- | --------------- | ----- | ------- |
| Budapest Honvéd          | 2 - 4    | Steaua Bucarest | 1 - 0 | 1 - 4   |
| Zénith Saint-Pétersbourg | 3 - 4    | Kuusysi Lahti   | 2 - 1 | 1 - 3ap |
| Bayern Munich            | 7 - 5    | Austria Vienne  | 4 - 2 | 3 - 3   |
| RSC Anderlecht           | 4 - 1    | Omonia Nicosie  | 1 - 0 | 3 - 1   |
| IFK Göteborg             | 5 - 2    | Fenerbahçe      | 4 - 0 | 1 - 2   |
| Servette FC              | 0 - 1    | Aberdeen FC     | 0 - 0 | 0 - 1   |
| Hellas Vérone            | 0 - 2    | Juventus        | 0 - 0 | 0 - 2   |
| FC Barcelone             | 3 - 3E   | FC Porto        | 2 - 0 | 1 - 3   |

## Quarts de finale
| Équipe 1        | Résultat | Équipe 2       | Aller | Retour |
| --------------- | -------- | -------------- | ----- | ------ |
| Steaua Bucarest | 1 - 0    | Kuusysi Lahti  | 0 - 0 | 1 - 0  |
| Bayern Munich   | 2 - 3    | RSC Anderlecht | 2 - 1 | 0 - 2  |
| Aberdeen FC     | 2 - 2E   | IFK Göteborg   | 2 - 2 | 0 - 0  |
| FC Barcelone    | 2 - 1    | Juventus       | 1 - 0 | 1 - 1  |

## Demi-finales
| Équipe 1       | Résultat | Équipe 2        | Aller | Retour               |
| -------------- | -------- | --------------- | ----- | -------------------- |
| RSC Anderlecht | 1 - 3    | Steaua Bucarest | 1 - 0 | 0 - 3                |
| IFK Göteborg   | 3 - 3    | FC Barcelone    | 3 - 0 | 0 - 3 ap (4 - 5 tab) |

## Finale
| 7 mai 1986 | Steaua Bucarest                     | 0 - 0 a. p.       | FC Barcelone                               | Stade Ramón-Sánchez-Pizjuán, Séville            |                                                 |
| 20:15 WEST |                                     |                   |                                            | Spectateurs : 70 000 Arbitrage : Michel Vautrot | Spectateurs : 70 000 Arbitrage : Michel Vautrot |
| 20:15 WEST | Rapport                             |                   |                                            | Spectateurs : 70 000 Arbitrage : Michel Vautrot | Spectateurs : 70 000 Arbitrage : Michel Vautrot |
| 20:15 WEST | Majearu · Bölöni · Lăcătuș · Balint | Tirs au but 2 - 0 | Alexanko · Pedraza · Pichi Alonso · Marcos | Spectateurs : 70 000 Arbitrage : Michel Vautrot | Spectateurs : 70 000 Arbitrage : Michel Vautrot |

| Steaua | Barcelona |

| STEAUA BUCAREST : |    |                    |      |      |
|                   |    |                    |      |      |
| GB                | 1  | Helmuth Duckadam   |      |      |
| ArD               | 2  | Ștefan Iovan (c)   |      |      |
| ArG               | 3  | Ilie Bărbulescu    | 107e |      |
| DC                | 4  | Adrian Bumbescu    | 21e  |      |
| ArG               | 5  | Lucian Bălan       |      | 72e  |
| DC                | 6  | Miodrag Belodedici |      |      |
| Att               | 7  | Marius Lăcătuș     | 26e  |      |
| MD                | 8  | Mihail Majearu     |      |      |
| Att               | 9  | Victor Piţurcă     |      | 111e |
| MG                | 10 | Gavril Balint      |      |      |
| Moff              | 11 | László Bölöni      | 31e  |      |
| Remplaçants :     |    |                    |      |      |
| Mil               | 13 | Anghel Iordănescu  |      | 72e  |
| Att               | 16 | Marin Radu         |      | 111e |
| Entraîneur :      |    |                    |      |      |
| Emeric Jenei      |    |                    |      |      |

| FC BARCELONE : |    |                         |     |      |
|                |    |                         |     |      |
| GB             | 1  | Urruti                  |     |      |
| Ard            | 2  | Gerardo                 |     |      |
| DC             | 3  | Migueli                 |     |      |
| ArG            | 4  | Julio Alberto           | 23e |      |
| Mdf            | 5  | Víctor Muñoz            |     |      |
| DC             | 6  | José Ramón Alexanko (c) |     |      |
| Att            | 7  | Francisco Carrasco      | 21e |      |
| Moff           | 8  | Bernd Schuster          |     | 85e  |
| MD             | 9  | Ángel Pedraza           |     |      |
| Att            | 10 | Steve Archibald         |     | 100e |
| MG             | 11 | Marcos                  |     |      |
| Remplaçants :  |    |                         |     |      |
| DC             | 14 | José Moratalla          |     | 85e  |
| Att            | 16 | Pichi Alonso            |     | 100e |
| Entraîneur :   |    |                         |     |      |
| Terry Venables |    |                         |     |      |